# مفيدة فريد تيك
مفيدة فريد تيك (ولدت في 29 أبريل عام 1892 في مدينة كاستامونو وتوفت في 24 مارس عام 1971 في مدينة إسطنبول) روائية تركية.
تعد مفيدة فريد من أول ممثلي تيار القومية التركية في الرواية. وهي إحدى الكتاب الذين شاركوا بقلمهم في حرب الإستقلال. كما أنها تعد زوجة أحمد فريد تيك وزير داخلية تركيا وأم إيمل إيسين المؤرخة الفنية.

## حياتها
والدها هو شوكت بك الظابط الموالي «للحرية» وهو ابن كيماحلي مظهر باشا وأمها هي فريدة هانم ابنة إسماعيل أفندي الذي يعد أحد شهداء بيلفين.
بدأت مفيدة فريد تعليمها الإبتدائي في مدينة طرابلس بسبب مهنة والدها. ودرست في مدرسة «راهبات يوسف» حيث أنها كانت تحت إدارة الإيطاليين وذلك لأنه كان لم يكن هناك مدرسة تركية في مدينة طرابلس. وتعلمت مفيدة اللغة الفرنسية واللغة الإيطالية في المدرسة. وعلاوة على ذلك تعلمت اللغة الفارسية واللغة العربية من خلال الدروس الخصوصية. وفي تلك الأعوام، كان يوجد أحمد فريد تيك ويوسف أكتشورا من بين مجموعة من الطلاب قد نُفوا إلى فزان بحجة أنهم قد شاركوا في أنشطة غير قانونية بالكلية الحربية الواقعة بإسطنبول. وهناك التقت مفيدة فريد بأحمد فريد تيك الذي تزوجت به مستقبلاً.
وفي عام 1903 سجلت الكاتبة بمدرسة «فرساي» الثانوية بباريس والتي أرُسلت إليها سراً. وقد تابع تعليمها في باريس أحمد رضا بك الذي يعد واحداً من أقرب أصدقاء أبيها حيث أنه كان وصي عليها. وتزوجت مفيدة فريد حينما بلغت الخامسة عشر من عمرها بأحمد فريد تيك الذي أتى إلى باريس فاراً من طرابلس. ثم قضت مفيدة فريد حياتها في العديد من الدول والبلدان التي كان يوجد بها زوجها إما منفياً إما مسئولاً.
وعقب إعلان الدستور الثاني أتت مفيدة فريد مع زوجها إلى إسطنبول. وعندما نفى أحمد فريد تيك من المعارضة بجمعية الاتحاد والترقي إلى سينوب. ذهبت مفيدة فريد هانم مع زوجها إلى سينوب. وأمضت الأعوام ما بين 1913- 1918 في سينوب وبيلجيك. وفي تلك الأثناء كتبت أول رواية لها بعنوان «إيدمير» وذلك بتأييد من يوسف أكتشورا. وقد نشرت في عام 1918. ونشرت مفيدة فريد الرواية الثانية لها بعنوان «تورانيان» وذلك عقب إصدار رواية «توران الجديد» لخالدة أديب والتي صدرت في عام 1912 وقد نُشرت في العديد من الصحف. وقد تأثر جيل هذا الزمان بهذه الرواية. وبعد ذلك بأعوام قد استنبط شوكت سوريا بك من هذه الرواية لقب «إيدمير» وتأثر بها.
وعادت مفيدة فريد إلى الأناضول التي احتلها الإنجليز لكي تبحث عن مقالاتها التي كتبتها خلال فترة الإحتلال. وقد دعمت النضال الوطني بجرائد السيادة الوطنية وذلك من خلال مقالاتها خلال أعوام عقد الهدنة والنضال الوطني. وفي نهاية الحرب تدخلت مفيدة فريد في المراسلات الودية فيما بين مصطفى كمال أتاتورك وبيير لوتي الصديق التركي. وعندما أرسل زوجها إلى فرنسا في بعثة دبلوماسية في عام 1921 قد تخرج من مدرسة العلوم السياسية. وفي هذه الأثناء زارت بيير لوتي على فراش الموت. وفي عام 1924 ألفت الرواية الثانية لها بعنوان «المراوح». وقد نُشرت الرواية في مجلة «اليوم السابع».
و قضت مفيدة فريد أثنين وعشرون عاماً في خارج تركيا بسبب البعثات الدبلوماسية لزوجها. وعاشت في باريس، لندن، وارسو وطوكيو. وبينما كانت مفيدة فريد في الخارج قد طبعت الرواية الثالثة لها بعنوان «ذنوب لا تغُفر» باللغة الألمانية ولم تنشرها باللغة التركية. واستنبطت مفيدة فريد موضوع الرواية الأخيرة من حرب الإستقلال.
وفي عام 1948 كانت أول مؤسسة لنادي «أخوات المحبة» بتركيا. وفي 24 مارس عام 1971 قد توفت بإسطنبول حينما بلغت من العمر سبعة وسبعون عاماً. ودفُنت في مقبرة إيرينكوي.

## كتبها
•	إيدمير (1918)
•	مراوح (1924)
• Die unverzeihliche Sünde (1933)
•	ليلى (رواية) 1925، (نشُرت بجريدة الجمهورية)

## الوصلات الخارجية
•	* http://www.ufukotesi.com/kitapgoster.asp?yil=2003&ay=4